# Mount Ryan
Mount Ryan ist ein 3200 m hoher Berg im westantarktischen Ellsworthland. Er ragt zwischen Mount Shear und Mount Gardner im Hauptkamm der Sentinel Range des Ellsworthgebirges auf.
Das Advisory Committee on Antarctic Names benannte ihn im Jahr 2006 nach Barbara J. Ryan, stellvertretende Direktorin für Geographie des United States Geological Survey und Vertreterin des US-Innenministeriums im United States Board on Geographic Names von 2001 bis 2005.